# Фридрих III (Бар)
Вижте пояснителната страница за други личности с името Фридрих III.
Фридрих III (на френски: Frédéric III; на немски: Friedrich III; * ок. 1020, † 22 май 1033) от фамилията Вигерихиди, е от 1027 г. граф на Бар и херцог на Горна Лотарингия (1027 – 1033),

## Живот
Той е син на Фридрих II († 1026), граф на Бар и херцог на Горна Лотарингия, и на Матилда Швабска († 1031), дъщеря на Херман II, херцог на Швабия от род Конрадини. Внук и наследник е на Дитрих I († 1026/27).
Фридрих III умира през 1033 г. неженен и без деца. Неговата леля Гизела Швабска, съпруга на император Конрад II, взема неговите две сестри София, която наследява Графство Бар, и Беатрис при себе си. Император Конрад II дава Горна Лотарингия през 1033 г. на един братовчед, Готцело I, който вече е херцог на Долна Лотарингия, с което двете херцогства отново са обединени за няколко години.